# Église Notre-Dame-de-l'Assomption de Lavaqueresse
L'église Notre-Dame-de-l'Assomption de Lavaqueresse est une église fortifiée qui se dresse sur la commune de Lavaqueresse dans le département de l'Aisne en région Hauts-de-France.
L'église fait l'objet d'une inscription partielle au titre des monuments historiques par arrêté du 1er juin 1927. Seuls le clocher et le chœur sont inscrits.

## Situation
L'église Notre-Dame-de-l'Assomption de Lavaqueresse est située dans le département français de l'Aisne sur la commune de Lavaqueresse.

## Histoire
Les parties plus vieilles de l'église furent édifiées aux environs de l'année 1600.

## Description
L'édifice a sa façade sud agrémentée de différents motifs décoratifs, réalisés en briques vitrifiées. La date de 1714 y apparaît aussi, tracée en grand, au niveau de la dernière fenêtre de la nef du côté du chœur. Son clocher est percé de meurtrières.

## Galerie

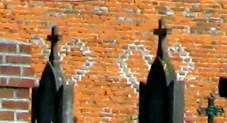
Motif en briques vitrifiées sur la façade sud, vu sous un angle insolite.
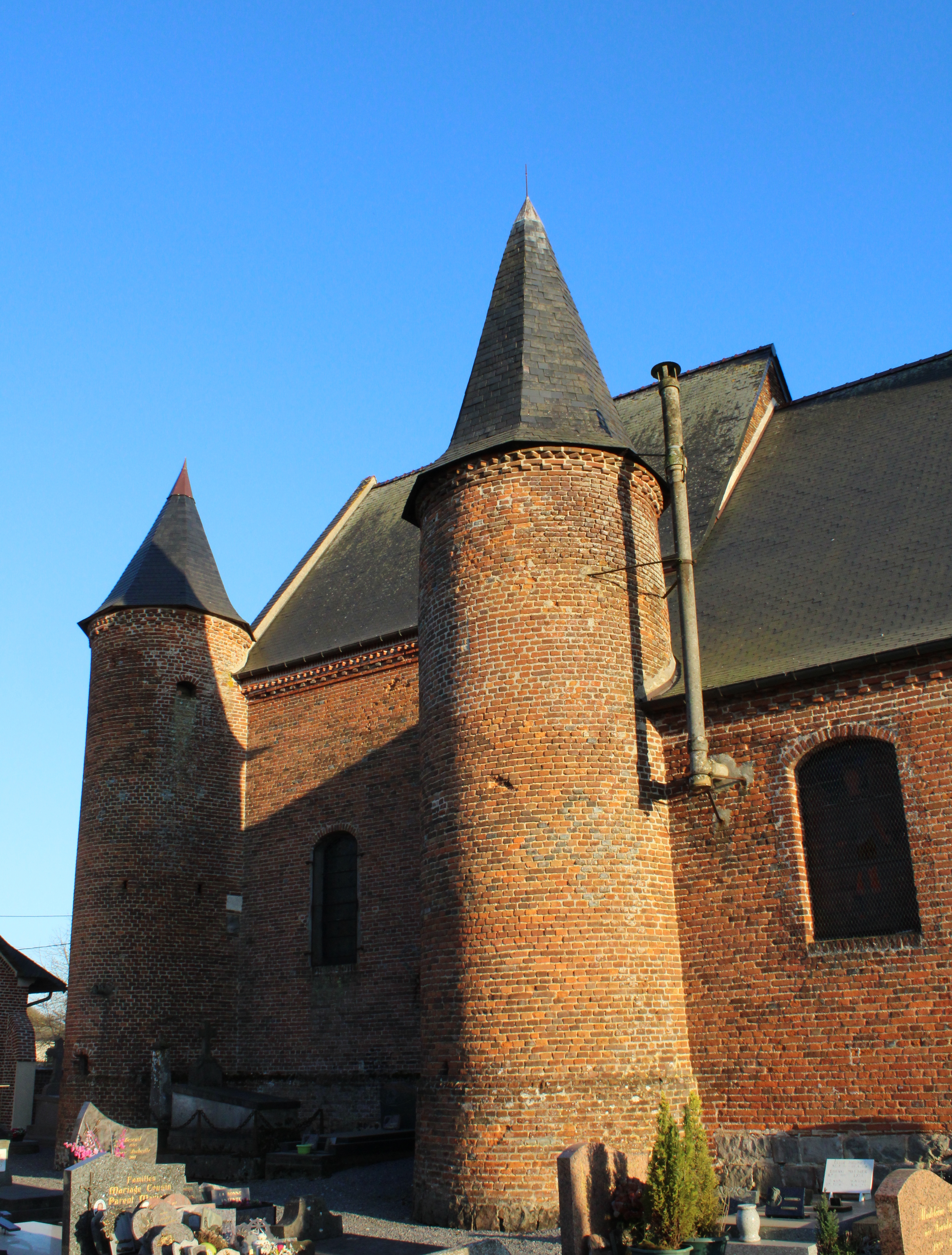
Les deux tours sud.
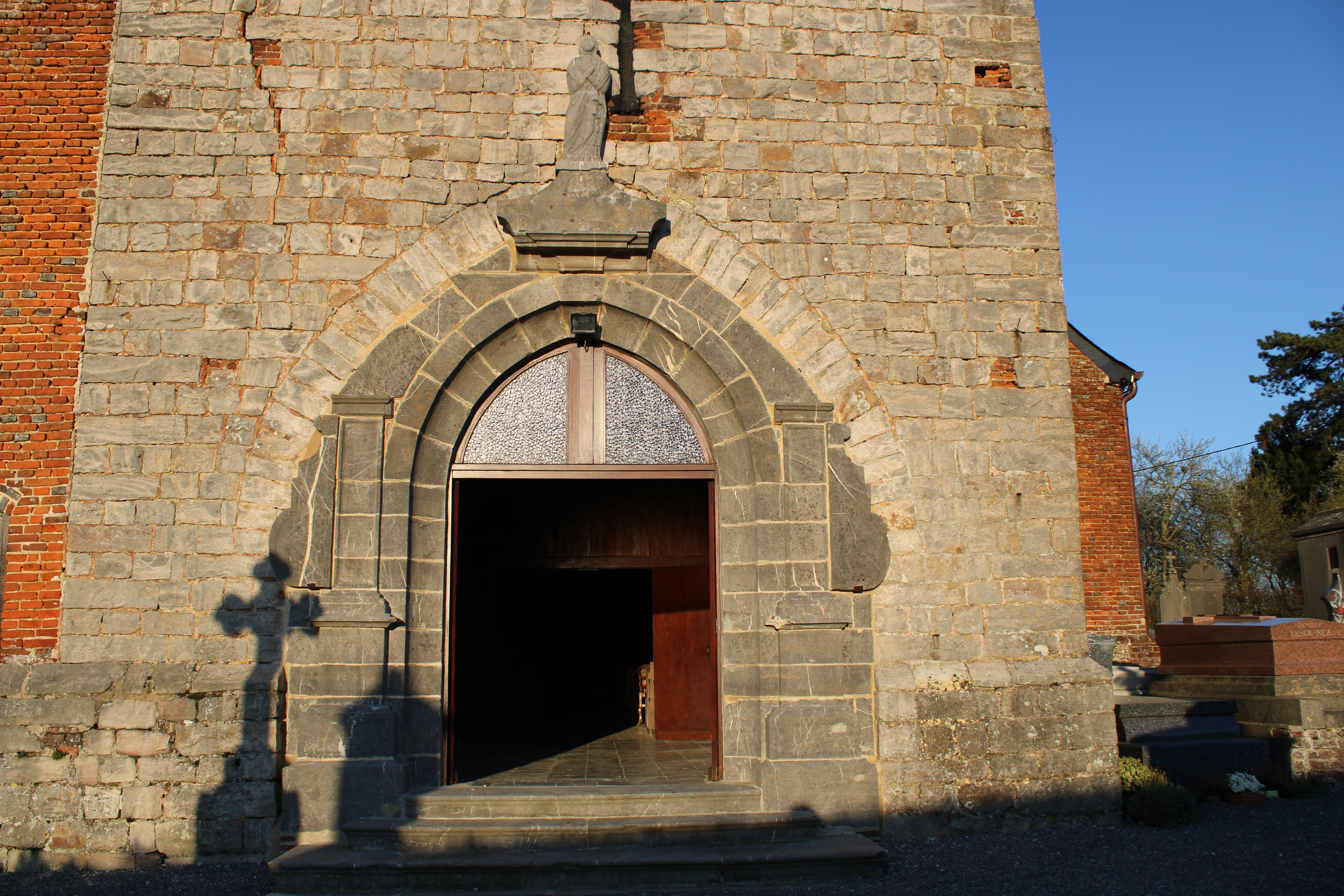
Porche de l'église.
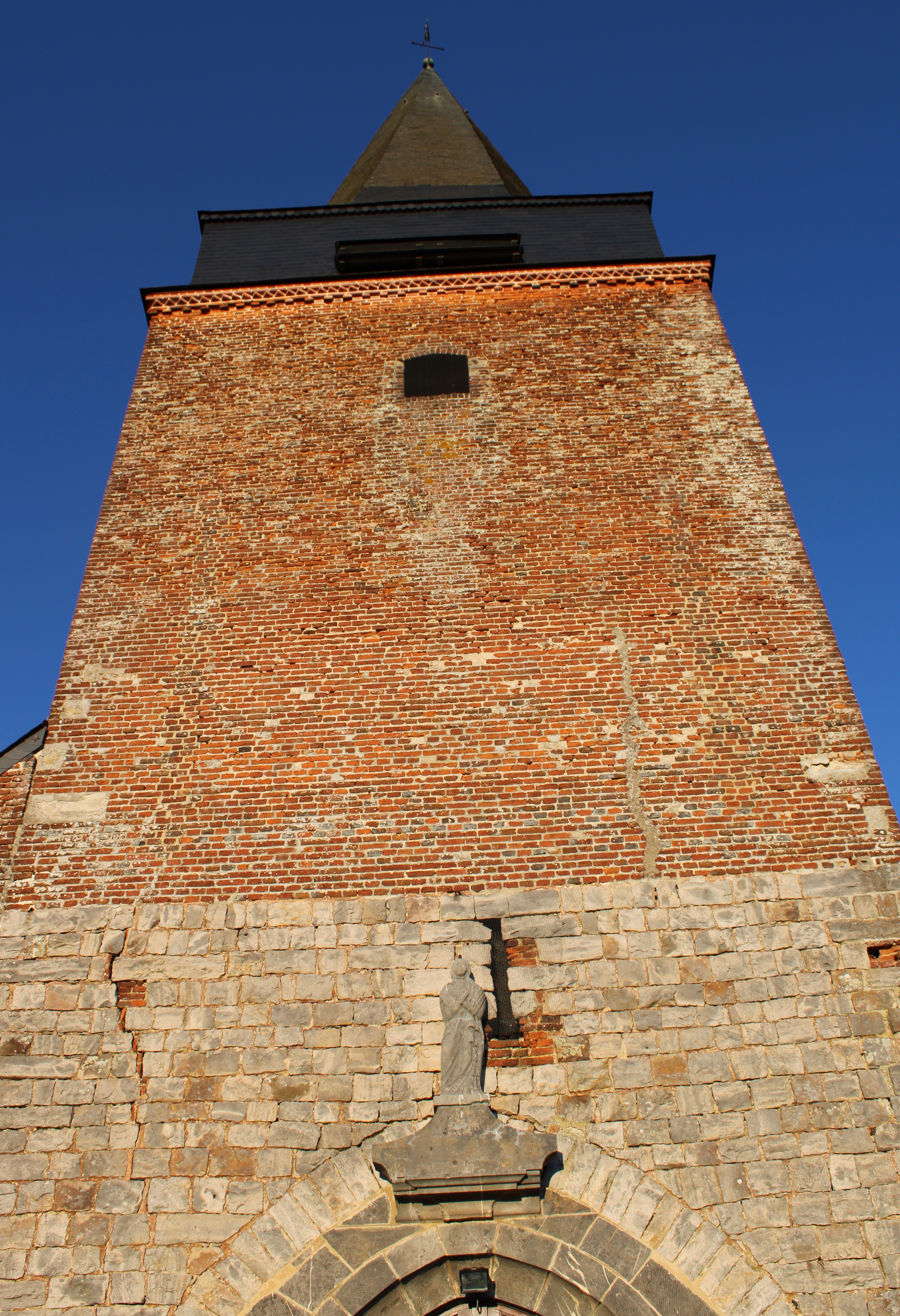
Le clocher-porche.
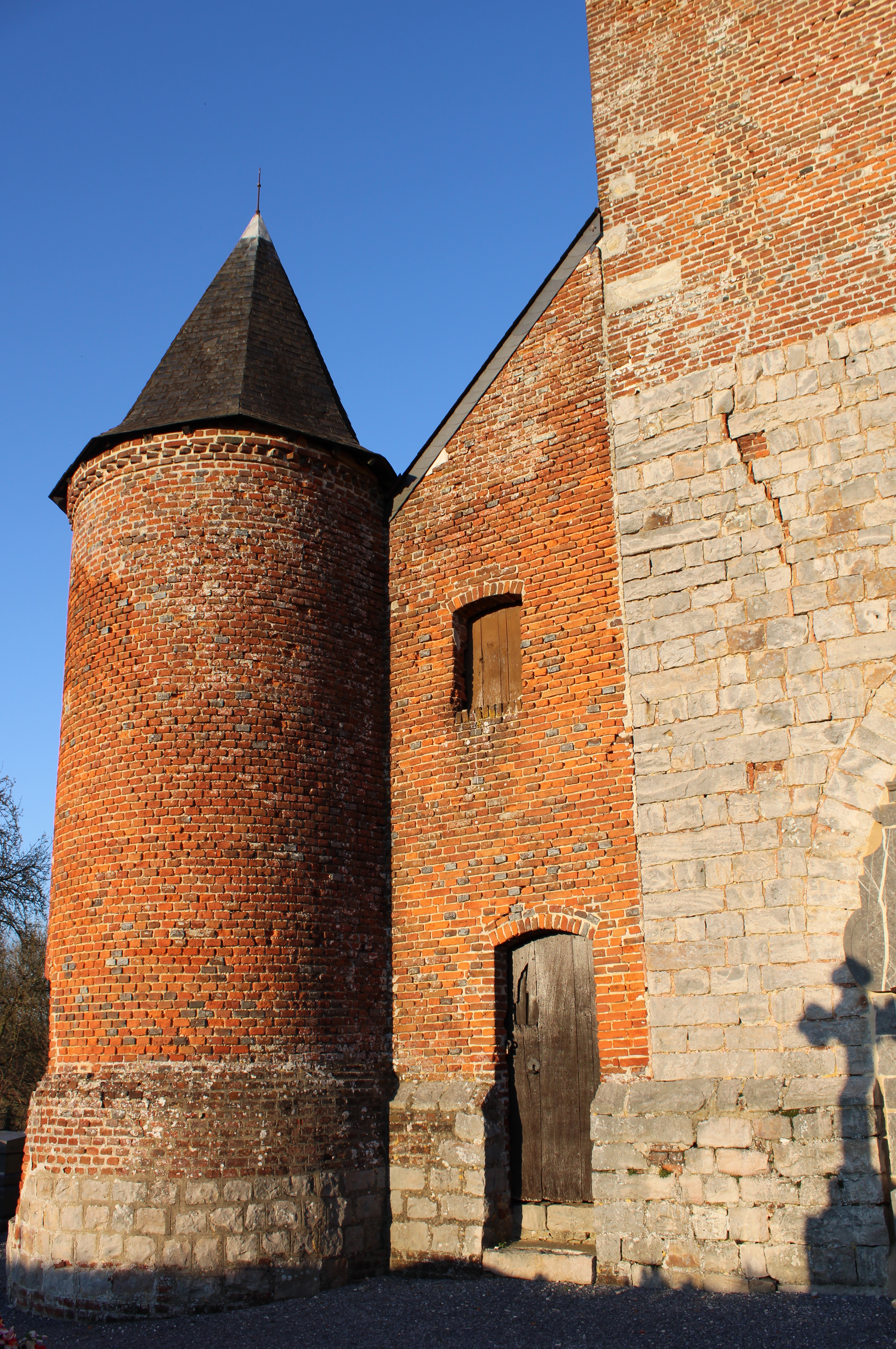
Tour nord de la façade.